# Matija Gubec

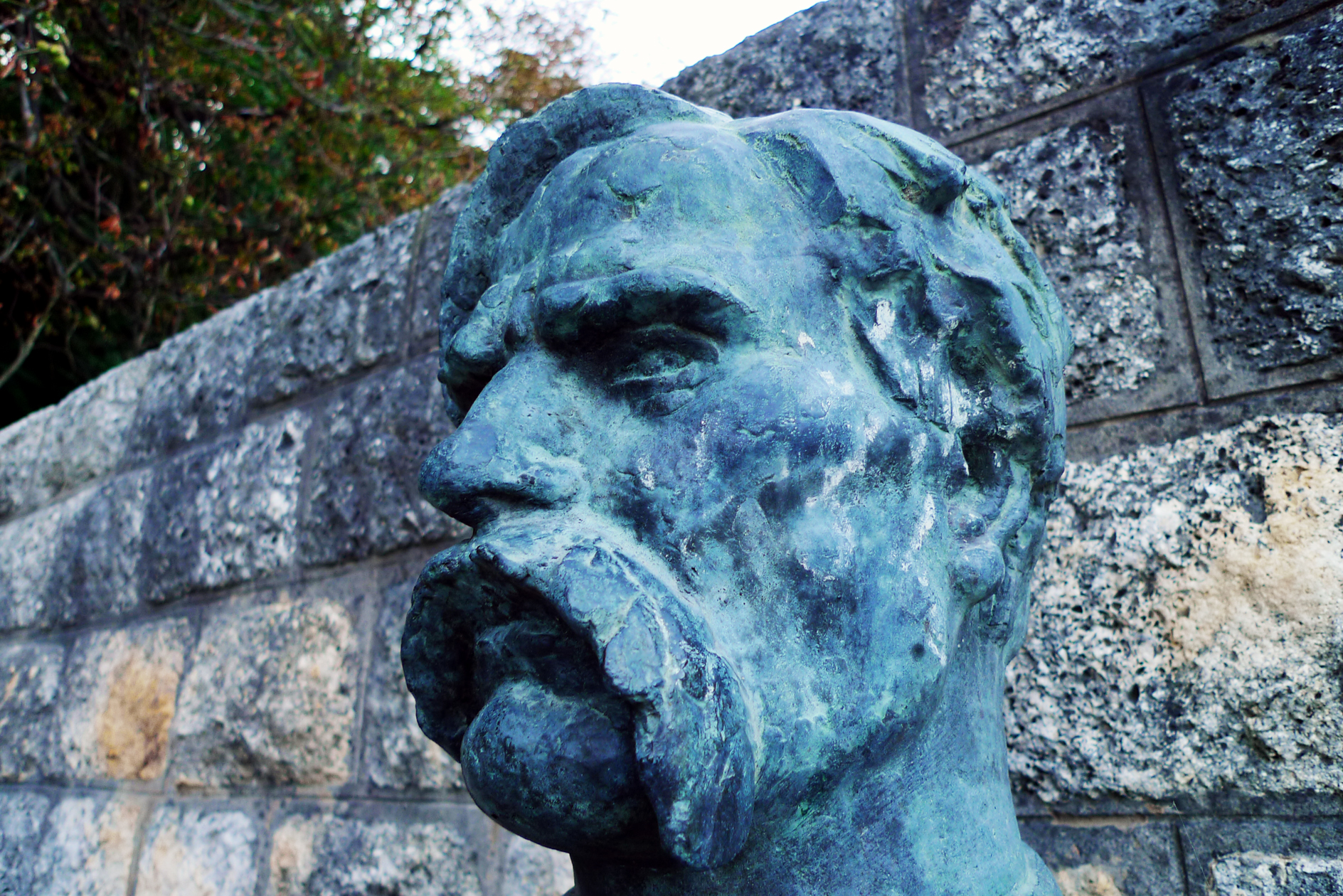
Matija Gubec

Ambroz Matija Ubec (Hongaars: Gubecz Máté gestorven op 15 februari 1573) was een Kroatische boer en revolutionair. Hij staat bekend als leider van de Kroatische en Sloveense boerenopstand.
Toen de opstand uitbrak, kozen boeren Gubec als leider vanwege zijn persoonlijke kwaliteiten. Tijdens zijn korte leiderschap over de andere boeren, liet hij zijn kwaliteiten als administrator en inspirerend leider zien. Dit zou er zelfs voor zorgen dat hij later werd verworven als een legende. Hij werd ook wel 'Gubec Beg' genoemd.
Hij leidde de boerenopstand tijdens de laatste weerstand in de slag van Stubičke Toplice op 9 februari 1573. Voordat de slag begon gaf hij een redevoering waarin hij zijn mannen probeerde ervan te overtuigen dat een overwinning hen naar vrijheid zou kunnen brengen. Verlies zou ongetwijfeld betekenen dat er nog meer ellende zou komen. Nadat hij verslagen werd, werd hij gevangengenomen en naar Zagreb gebracht. Op 15 februari werd hij publiekelijk gemarteld, gedwongen om een hete ijzeren kroon te dragen en uiteindelijk gevierendeeld.
Hoewel zijn volgelingen ook verslagen waren, werd zijn legende behouden in lokale folklore door de eeuwen heen.
In de twintigste eeuw werden zijn ideeën overgenomen door maarschalk Josip Broz Tito en zijn door het communisme geleide Partizanen. Tijdens de Tweede Wereldoorlog werd een Kroatische Partizaanse brigade genoemd naar Matija Gubec.
Hij wordt ook afgeschilderd als de protagonist van Gubec Beg, een van de eerste rockopera's in het moderne Kroatië.